# Rue Paul-Borel (Lyon)
Pour les articles homonymes, voir Rue Paul-Borel.
La rue Paul-Borel est une rue pavée du quartier d'Ainay dans 2e arrondissement de Lyon, en France.

## Situation et accès
La rue débute quai Tilsitt et se termine rue Guynemer. C'est une rue très courte sans numéros de rue car d'un côté se trouvent des garages tandis que l'immeuble d'en face comporte une façade avec soupiraux et fenêtres. La circulation se fait du quai Tilsitt vers la rue Guynemer avec un stationnement d'un seul côté.

## Origine du nom
La rue porte le nom de Paul Borel (1828-1913) peintre et graveur lyonnais qui a peint, entre autres, les fresques de l'église Saint-Paul et de la basilique d'Ars. 

## Histoire
En 1855, la rue Jarente absorbe la rue Roger par décret préfectoral. Le tronçon ouest de la rue devient rue Paul-Borel en 1922.